# Liste der Byggnadsminnen in Olofström (Gemeinde)
Diese Liste der Byggnadsminnen in Olofström (Gemeinde) zeigt die Baudenkmale (schwedisch Byggnadsminnen) der Gemeinde Olofström im Nordwesten der südschwedischen Provinz Blekinge län mit den Ortschaften (schwedisch tätorter) Gränum, Jämshög, Kyrkhult, Olofström und Vilshult. Es werden die Byggnadsminne aufgeführt, die auf dem nationalen Denkmalregister (schwedisch Bebyggelseregistret – BeBR) gelistet sind, welches weitere Informationen zu den registrierten Baudenkmälern enthält.

## Begriffserklärung
Byggnadsminnen (schwedisch für Baudenkmale) sind in Schweden eine Art von Kulturdenkmälern, deren Erhalt und Schutz im Gesetz über die kulturelle Umwelt geregelt sind. Dazu zählen kulturhistorisch wertvolle Gebäude, Ensembles und Anlagen, die gem. den Bestimmungen des kulturminneslag (Kulturdenkmalgesetz) geschützt sind. Der Begriff unterscheidet sich insofern von der Deutung eines Baudenkmals, als das auch Parks, Gärten und andere Anlagen mit kulturhistorischen Wert als Byggnadsminnen eingestuft werden können.

## Legende

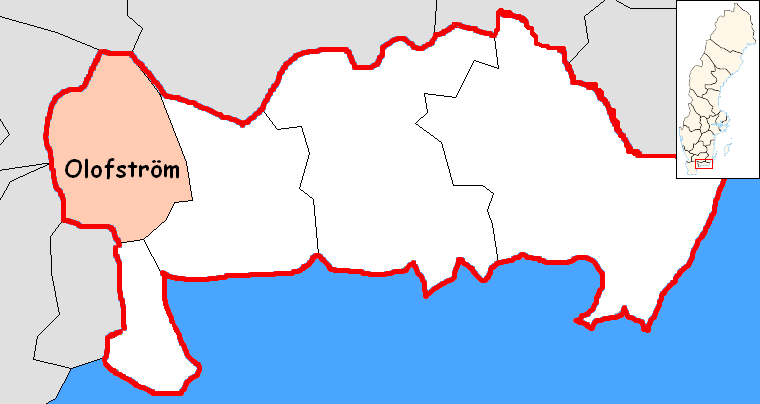
Lage der Gemeinde Olofström

| ID           | = | ID.Nr. des Denkmalregisters (BeBR) im „Swedish National Heritage Board“ (Riksantikvarieämbetet (RAÄ)) |
| Lage         | = | Adresse, Flurstück und Koordinatenangabe des Standorts                                                |
| Bezeichnung  | = | Bezeichnung/Name des Bauwerks/Denkmals/Objekts in Landessprache (schwedisch)                          |
| Beschreibung | = | deutscher Name (Funktion/Baujahr, wenn bekannt) sowie eine kurze Beschreibung des Objekts             |
| Bild         | = | Bild des Objekts sowie Verweis auf weitere Bilder                                                     |

## Gemeinde Olofström
| ID             | Lage                                                                    | Bezeichnung         | Beschreibung | Bild           |
| -------------- | ----------------------------------------------------------------------- | ------------------- | --- | -------------- |
| 21300000019864 | Alltidhultsvägen 47, 293 91 Olofström (Alltidhult 1:42) (Karte)         | Alltidhults skola   | Schule Alltidhult (Schule, 1844) 2 historische Schulgebäude im Socken Jämshög; 1842 wurde beschlossen in Schweden Volksschulen einzurichten und 1844 wurde die Schule in Alltihult in einer Hütte eingerichtet, 1877 wurde das Gebäude um ein richtiges Klassenzimmer erweitert und um 1880 hatte die Schule bis zu 50 Schüler, wurde aber 1943 auf Grund Schülermangel geschlossen. Seit 2005 stehen die beiden Gebäude als Beispiel für schwedische Landschulen unter Denkmalschutz. (Link) | Weitere Bilder |
| 21300000013844 | Nytebodavägen 186-29, 293 91 Olofström (Brokamåla 1:17, 1:18) (Karte)   | Brokamåla backstuga | Landhaus Brokamåla (Landhaus, 18. Jh.) 2 historische Gebäude (Wohnhaus und Scheune) eines Landhaus am nördlichen Ufer des Halen See im Socken Jämshög, um 1900 war es Teil eines Bauernhofs, das Wohnhaus war eine Art Hotel und die Scheune wurde als Schuhmacherwerkstatt genutzt; das Erdgeschoss ist seit 1915 unverändert erhalten und das Dachgeschoß wurde um 1970 als Sommerhaus umgebaut; die Gebäude stehen seit 1992 unter Denkmalschutz. | Weitere Bilder |
| 21300000014200 | Hovmansbygdsvägen 610 293 94 Ryd (Ebbamåla 1:16, 1:38, 1:48) (Karte)    | Ebbamåla Bruk       | Gießerei Ebbamåla (Gießerei, 1885-1886) ursprünglicher Bauernhof aus dem 18. Jh.; 1803 Bau der Wassermühle am Mörrumsån, 1886 Gründung der Eisengießerei und mechanische Werkstatt Ebbemåla als Handformgießerei, Erweiterung des Gebäudekomplex um 1900 mit Wohn- und Verwaltungsgebäuden, 1927 Errichtung eigenen Kraftwerks; 1967 geschlossen; heute ist das Gelände ein fast vollständig erhaltener Industriestandort mit Gebäuden aus dem späten 19. Jh. mit einer einzigartigen und fast vollständigen Sammlung von Werkzeugen und Maschinen aus der Zeit. Ab 1990 wurden die Gebäude umfassend renoviert und 1996 zum schwedischen „Industriedenkmal des Jahres“ ernannt sowie unter Denkmalschutz gestellt. Heute als Industriemuseum betrieben mit täglichen Touren durch fast vollständig erhaltene Hallen mit funktionierenden Maschinen und Anlagen. (Link) | Weitere Bilder |
| 21300000014205 | Hovmansbygdsvägen 75-13, 290 60 Kyrkhult (Tulseboda 1:12, 1:22) (Karte) | Forneboda           | Villa Forneboda (Sommervilla, Ferienhaus, 1888) 2 Gebäude einer ehemaligen Sommervilla östlich von Kyrkhult am Ostufer des Sees Fornebodasjön, ehemalige Kinderkolonie (1944–1954); dann Sommerhaus der Frau von Bildhauer Carl Eldh (1973-1954) Elise Eldh und Tochter Brita Eldh (bis 1993); seit 1995 unter Denkmalschutz gestellt (Link) | Weitere Bilder |
| 21300000014195 | Stationsvägen 135, 293 93 Olofström (Gränum 4:73) (Karte)               | Gränums bränneri    | Brennerei Gränum (Brennerei, 1897) 2 Gebäude einer ehemaligen Brennerei mit Backstein-Schornstein, wo bereits im 18. Jh. Spirituosen hergestellt wurden, Gebäude wurden 1897 errichtet und waren bis 1971 in Betrieb; Innenraum und technische Ausstattung weitestgehend original erhalten; seit 1993 als Baudenkmal ausgewiesen und von einer Stiftung verwaltet. (Link) | Weitere Bilder |